# 卡费兰迪亚
卡费兰迪亚是巴西巴拉那州的一个市镇。总面积271.724平方公里，总人口13776人，人口密度50.7人/平方公里。